# Laarder Eng
De Laarder Eng is een natuurgebied van het Goois Natuurreservaat. De eng ligt tussen Laren en de Rijksweg A1 aan de noordoostzijde van de Naarderstraat.
De Laarder Eng is een restant van een groot akkergebied dat het brinkdorp Laren geheel omsloot. Deel van de Eng beheerd door Stichting Oude Landbouwgewassen Laren (SOLL). Op de akkers staan traditionele landbouwgewassen zoals boekweit en rogge met daartussen klaproos, korenbloem en kamille.